# Dick Manning
Dick Manning, född 12 juni 1912 i Homel Ryssland, död 11 april 1991, var en amerikansk kompositör, sångtextförfattare och musiker (piano). Han skrev många av sina sånger tillsammans med Al Hoffman.

## Källa
- Dödsruna från New York Times

1. 1 2  SNAC, SNAC Ark-ID: w6k38rjf, läs online, läst: 9 oktober 2017.[källa från Wikidata]
2. 1 2  Internet Broadway Database, Internet Broadway Database person-ID: 394893, läst: 9 oktober 2017.[källa från Wikidata]
3. 1 2  Discogs, Discogs artist-ID: 706105, läst: 9 oktober 2017.[källa från Wikidata]